# Team Flash
Team Flash (biệt danh: Những tia chớp cam, hiện có tên FPT x Flash vì lí do tài trợ), là một đội tuyển thể thao điện tử trong các bộ môn Liên Minh Huyền Thoại, Free Fire, Liên Quân, Liên Minh Huyền Thoại: Tốc Chiến, PUBG Mobile, PUBG và Valorant thi đấu tại Việt Nam cùng FIFA, Fortnite Battle Royale, Hearthstone và Mobile Legends: Bang Bang thi đấu tại Singapore; FC Online thi đấu tại Thái Lan, có trụ sở chính đặt tại Singapore. Đội tuyển Liên Quân của Team Flash đã giành ngôi Á quân tại giải đấu Arena of Valor International Championship 2018, 2 lần lên ngôi vô địch tại Giải vô địch Arena of Valor thế giới 2019, Arena of Valor International Championship 2019 và 5 lần vô địch tại giải Đấu trường Danh vọng (từ mùa Đông 2018 đến mùa Xuân 2020 và mùa Xuân 2021). Đội tuyển FIFA Online 4 của họ đã hai lần vô địch EA Champions Cup (EACC), và đội tuyển Liên Minh Huyền Thoại của họ cũng thi đấu tại Vietnam Championship Series (VCS), giải đấu cấp cao nhất dành cho bộ môn Liên Minh Huyền Thoại ở Việt Nam và đã 2 lần lên ngôi vương tại VCS mùa xuân và mùa hè năm 2020. Năm 2022, Team Flash Free Fire giành chức vô địch VFL Spring.

## Liên Quân

### Lịch sử và thành tích
Team Flash đã mua lại ProArmy, một đội bao gồm chủ yếu là các cựu tuyển thủ của GameTV, để thi đấu tại Đấu Trường Danh Vọng Mùa Xuân 2018. Sau khi đứng thứ ba ở giải mùa xuân, đội đã giành chức vô địch ĐTDV mùa Đông 2018, đánh bại đương kim vô địch Swing Phantom (nay là Saigon Phantom) với tỷ số 4–1. Tại Arena of Valor International Championship 2018, đội đã vào tới trận chung kết sau khi đánh bại ahq eSports Club và J Team lần lượt ở bán kết và chung kết nhánh thắng. Tuy nhiên, Team Flash đã xảy chân khi bị đánh bại với tỉ số 0 - 4 bởi J Team trong trận chung kết tổng và về nhì.
Vào năm 2019, Team Flash lập cú "Quadra" danh hiệu, với 2 chức vô địch ĐTDV mùa Xuân và mùa Đông 2019 và 2 chức vô địch thế giới (AWC và AIC 2019), trở thành "huyền thoại" của Liên Quân Mobile thế giới. Sau đó, họ tiếp tục vô địch Đấu trường danh vọng lần thứ 4 liên tiếp ở mùa giải mùa Xuân 2020. Giám đốc của Team Flash sở tại Việt Nam là Phương "Top" và Công ty Cổ phần đầu tư Team Flash dính án phạt vì hành vi cá độ trong thể thao, sau thất bại của Team Flash trước MAD Team khiến team phải dừng chân tại tứ kết APL 2020.
Quay trở lại giải quốc nội là Đấu trường danh vọng mùa Đông 2020 với tư cách là đương kim vô địch nhưng sự xuống phong độ đã gây ảnh hưởng đến hành trình bảo vệ ngôi vương. Team Flash đã bị loại khỏi trận chung kết sau khi thua 3-4 trước Box Gaming ở playoffs 2 , Team Flash chính thức trở thành cựu vương sau 4 lần liên tiếp đăng quang. Đến với giải AIC 2020 với tư cách hạt giống số 3 của khu vực AOG(VN) , Team Flash đã không thể đến với trận chung kết toàn AOG trong mơ với SGP, khi đã để thua MAD Team ở chung kết nhánh thua với kết cục 3-4 không ai lường trước khi đã để MAD team lật lại khi đang thắng tỉ số 3-0, điều đó cũng khiến cho khu vực AOG không thể bảo vệ được chức vô địch AIC 2020 khi trong trận chung kết tổng với SGP, MAD team đã hiên ngang lên ngôi vô địch. Sau giải AIC 2020, tuyển thủ đi rừng ADC (Trần Đức Chiến) đã đưa ra quyết định từ giã sự nghiệp thể thao điện tử chuyên nghiệp, tuy nhiên vào đầu năm 2021, anh vẫn có mặt trong danh sách thành viên Team Flash tham dự Đấu trường Danh vọng mùa Xuân 2021.
Khép lại năm 2020 đầy khó khăn, Team Flash đến với giải Đấu trường Danh Vọng Mùa Xuân 2021 với đội hình chia tay 2 tuyển thủ Elly và Đạt Kòii, nhưng cũng đánh dấu sự quay trở lại của ADC, Team Flash đã xuất sắc quay trở lại với chức vô địch Đấu Trường Danh Vọng Mùa Xuân 2021 sau khi hủy diệt đối thủ truyền kiếp SGP trong một trận chung kết trong mơ với tỉ số là 4-0 tuyệt đối. Nhưng từ đó đến hết năm 2021, Team Flash đã không có được phong độ nhất định khi chỉ đứng thứ 3 tại Đấu Trường Danh Vọng Mùa Đông 2021 và đặc biệt bị loại khỏi ngay từ vòng bảng tại 2 giải quốc tế lớn nhất năm (AWC 2021, AIC 2021)
Sang năm 2022 với giải Đấu Trường Danh Vọng Mùa Xuân 2022, Team Flash đã có cuộc cải tổ đội hình lớn nhất trong lịch sử với hy vọng quay trở lại với ngôi vương, trong đó phải kể đến sự xuất hiện của HLV Rainer - HLV người Đài Loan đã từng có thành công với đại kình địch của Team Flash là MAD Team trước đây.
Mặc dù người hâm mộ Team Flash phải chứng kiến sự chia tay ngậm ngùi sau AIC 2021 của Đội Trưởng Captain Gấu - người đã gánh bó với Team Flash kể từ khi thành lập, nhưng với sự bổ sung chất lượng trong đội hình như Kuga, NTZZ, Medusa, Case thì Team Flash đã xuất sắc vượt qua Box Gaming tại Playoffs 2 để có tấm vé đến với AIC 2022 cho dù không thể tiến xa hơn ở ĐTDV lẫn AIC-nơi VGM (VN) xuất sắc thay Team Flash và SGP lên ngôi vô địch quốc tế sau 3 năm. Bỏ qua nửa đầu năm đầy khó khăn, Team Flash tiếp tục cải tổ đội hình với sự chia tay của Gray, Kuga, Daim, Medusa, NTZZ và chào đón các thành viên mới như NTA, Turtle, KT,  Ara, Euphoria . Đến với Đấu Trường Danh Vọng Mùa Đông 2022, Team Flash lại thể hiện một bộ mặt thất thường khi để lần đầu tiên trong lịch sử bị loại khỏi Top 4 Đội Mạnh Nhất, bỏ mất tấm vé đến với APL 2022 cuối năm, Team Flash kết thúc mùa giải ở vị trí thứ 5 chung cuộc và ngồi nhà xem APL, tập luyện để trở lại vào Đấu Trường Danh Vọng Mùa Xuân 2023.
Vào ngày 20 tháng 1 năm 2023, ADC chính thức tuyên bố giải nghệ và kết thúc 5 năm hành trình sự nghiệp thi đấu thể thao điện tử chuyên nghiệp.
Đầu năm 2024, nhận được tài trợ từ Tập đoàn FPT, Team Flash đổi tên thành FPT x Flash và mang về Boka, Shy và Bờm với mong muốn cải thiện thành tích. Dù được kì vọng nhiều và có tiến bộ, nhưng trước những Saigon Phantom, GG Live (Box Gaming đổi tên) và đặc biệt là One Star Esports (V Gaming đổi tên) quá kinh nghiệm và đẳng cấp, các tuyển thủ trẻ của FPT vẫn vấp ngã và dừng lại ở vị trí thứ 4 chung cuộc tại Đấu Trường Danh Vọng Mùa Xuân 2024 và giành tấm vé đến Main Event của giải đấu quốc tế APL 2024 (do thể thức thay đổi nên các đội hạng 4, 5 của các khu vực lớn được trực tiếp tham dự vòng Thụy Sĩ). Ở giải đấu quốc tế này, với việc ký hợp đồng chính thức với tuyển thủ trẻ HuyHoang ở vị trí đi rừng,XB lên làm HLV, cộng thêm với việc có màn trình diễn đáng khen dù để thua trước đương kim vô địch GCS (Đài Loan) là BanMei Gaming nên FPT được kì vọng sẽ chấm dứt chuỗi thua ở quốc tế kéo dài từ AIC 2022 đến thời điểm đó và có thành tích tốt hơn. Tuy nhiên 2 trận thua bạc nhược trước những đối thủ được đánh giá ngang cơ đến từ quốc nội là GG Live và đặc biệt là The Daredevil Team- đội tuyển mà FPT đã toàn thắng ở giải đấu quốc nội mà không giành được dù chỉ một ván thắng đã để lại nỗi thất vọng lớn cho người hâm mộ của không chỉ đội tuyển này mà còn là người hâm mộ Liên Quân khu vực Việt Nam, góp phần tô đậm thêm sự ảm đạm trong thành tích của Liên Quân Việt Nam ở thành tích kéo dài từ AIC 2023
Đến với Đấu Trường Danh Vọng Mùa Đông 2024 ngay sau đó, đội tuyển nói lời chia tay với Boka, Ciara và DarkKnight (Bờm). Chỉ giữ lại đội hình với đội trưởng XB trở về từ vị trí HLV và bộ khung gồm Bear, HuyHoang, Shy, BeTroc, Yutan. Dù vừa trải qua một mùa giải quốc tế thất vọng nhưng FPT đã gây bất ngờ lớn khi có giai đoạn lượt đi vòng bảng toàn thắng trước tất cả đối thủ kể cả DKVĐ Saigon Phantom với tỉ số 3-2. Tưởng chừng như có thể giữ được phong độ với sự quay trở lại của Gray, nhưng FPT liên tiếp đánh rơi điểm ở những trận đấu quan trọng từ Giai đoạn 1 đến giai đoạn 2, trong đó là trận thua trước Black Sarus Sports bị đánh giá thấp hơn rất nhiều, rồi đánh rơi cơ hội trước TDT, SGP để rồi phải đánh Playoff sinh tử với One Star ở trận Playoff nhánh dưới để đến sân khấu lớn, nhưng một lần nữa, trước đối thủ mà họ đã toàn thắng cả mùa giải cho đến thời điểm đó, dù đã dẫn trước 3-1 nhưng lại để 1S ngược dòng 4-3, khép lại cánh cửa đến sân khấu lớn. Sau đó đến với AIC, FPT nhận tổn thất khi đầu tàu XB giải nghệ, rồi để thua cả 2 trận đầu trước One Star Esports và ONE Team với cùng tỉ số 2-0. Tuy nhiên, FPT vẫn kịp để lại dấu ấn khi giành chiến thắng trước Hong Kong Attitude, chấm dứt chuỗi thua quốc tế kéo dài dăng dẳng với tỉ số 3-2 trước khi nói lời chia tay với giải đấu khi để thua một lần nữa trước ONE Team với tỉ số 3-1.
Đầu năm 2025, FPT nói lời chào tạm biệt Shy và ký hợp đồng với đường giữa tiềm năng Maris- nhà vô địch AIC 2022 từ One Star Esports, hứa hẹn sẽ trở lại cạnh tranh cho những vị trí cao hơn.

### Đội hình
| Quốc tịch | Tên nhân vật | Vai trò      | Tên thật             |
| --------- | ------------ | ------------ | -------------------- |
| VN        | FPT Bear     | Đường Caesar | Tô Văn Dũng          |
| VN        | FPT Maris    | Đường Giữa   | Nguyễn Quốc Huy      |
| VN        | FPT Yutan    | Hỗ Trợ       | Lê Thành Duy         |
| VN        | FPT Gray     | Đi Rừng      | Khưu Khắc Bình Khánh |
| VN        | FPT BéTrọc   | Đường Rồng   | Phạm Nhật Hào        |
| VN        | FPT HuyHoàng | Đường Caesar | Nguyễn Huy Hoàng     |

| Quốc tịch | Tên nhân vật | Tên thật           | Vai trò    |
| --------- | ------------ | ------------------ | ---------- |
| TH        | FPT Jinwoo   | Rungrote Sakronnoi | HLV        |
| VN        | FPT Elly     | Đỗ Thành Đạt       | Trợ lý HLV |

## Liên Minh Huyền Thoại

### Lịch sử và thành tích
Vào cuối năm 2018, Team Flash đã công bố một đội tuyển Việt Nam mới sẽ thi đấu tại giải đấu thứ hai của Vietnam Championship Series (VCS), được gọi là VCS B. Sau khi đánh bại Đạt Gaming với tỷ số 3-1 ở vòng 2 VCS B Mùa Xuân 2019, Đội hình và suất thăng hạng của Team Flash đã được bán cho QTV Gaming. Team Flash sau đó đã tái xuất đấu trường chuyên nghiệp tại Việt Nam vào tháng 6 năm 2019, khi thông báo rằng họ đã mua được đội hình của Sky Gaming và sẽ tham gia thi đấu tại VCS.
Team Flash đã về nhì ở vòng bảng VCS mùa Hè 2019, đủ điều kiện tham dự vòng loại trực tiếp. Trong trận bán kết, họ đã đánh bại đội tuyển Dashing Buffalo với tỷ số 3–1, nhưng để thua GAM Esports với tỷ số 0–3 trong trận chung kết. Sau khi để thua 1-3 trước Lowkey Esports trong loạt trận cuối cùng để tranh tấm vế thứ 2 tới CKTG, cánh công đến với CKTG của Team Flash chính thức kép lại.
Tại giải đấu VCS mùa Xuân 2020, Team Flash xếp thứ hai ở giai đoạn vòng bảng. Team Flash tiến vào trận bán kết, nơi họ đánh bại EVOS Esports với tỷ số 3–1 để giành quyền tiến vào trận chung kết tổng. Mặc dù là ứng cử viên nặng ký cho chức vô địch của mùa giải, nhưng đương kim vô địch GAM Esports đã bị Team Flash đánh bại trong loạt trận sát nút, mang về danh hiệu vô địch VCS lần đầu tiên.
Tại VCS mùa Hè 2020, Team Flash về nhì ở giai đoạn vòng bảng, giúp họ có được một suất trong trận playoffs giành chiến thắng. 
Đội đã vào đến tận trận chung kết, nơi họ đánh GAM Esports một lần nữa để giành chức vô địch VCS lần thứ hai sau một loạt trận sát nút.
Tại kì CKTG lần thứ 10 diễn ra tại Thượng Hải sẽ không có sự góp mặt của Team Flash cũng như GAM Esports, bởi tình hình dịch bệnh Covid-19 trên thế giới vẫn đang diễn biến cực kỳ phức tạp, và để đảm bảo yêu cầu phòng chống sự lây lan của dịch bệnh, các đội tuyển thuộc VCS sẽ không được phép thực hiện việc xuất-nhập cảnh tham gia giải đấu CKTG 2020, được tổ chức tại Thượng Hải, Trung Quốc, mặc dù Riots cũng đã nỗ lực giúp đỡ 2 đội tuyển nhưng 2 đội tuyển của VCS vẫn không thể tham gia, do đó chỉ có 22 dội tuyển tham dự CKTG.

## Liên Minh Huyền Thoại: Tốc Chiến

### 2021:
Sau khi tựa game Liên Minh Huyền Thoại: Tốc Chiến (hay còn gọi tắt là Tốc Chiến) chính thức có mặt tại Việt Nam vào tháng 12 năm 2020. Đi kèm là các sự kiện cùng với hệ thống giải đấu trong thời gian sắp tới, Team Flash LMHT Tốc Chiến đã chính thức được thành lập vào ngày 19/02/2021.
Tại giải đấu Tiền mùa giải Icon Series - Khu vực Việt Nam, dù Team Flash giành chiến thắng 2-0 trước V Gaming tại tứ kết nhưng đội lại thất bại 0-2 trước RSG trong trận bán kết. Tại trận tranh hạng 3, đội tiếp tục nhận thất bại 0-2 trước BTS (Burst The Sky Esport) qua đó giành hạng 4 chung cuộc.
04/2021, đội tham dự giải đấu SEA Icon Series Mùa Hè 2021 - Khu vực Việt Nam. Kết thúc Vòng bảng với vị trí thứ 4 (#4), đội tuyển đã chính thức góp mặt vào vòng Play-off cùng với Saigon Phantom (#1), CERBERUS Esports (#2) và SBTC Esports (#3). Tại vòng play-off, Team Flash đối đầu với đội tuyển Saigon Phantom. Dù rất cố gắng nhưng đội tuyển vẫn phải nhận thất bại 1-4 trước đối thủ và xuống Tứ kết nhánh thua gặp đội tuyển CERBERUS Esports (thua 1-4 trước SBTC Esports). Tại tứ kết nhánh thua, cả đội một lần nữa phải nhận thất bại 1-4 trước CERBERUS Esports và phải dừng bước với hạng 4 chung cuộc.
Trước khi tham dự SEA Icon Series Mùa Thu 2021, đội tuyển đã có sự thay đổi nhân sự:
- Bùi "Goku" Tiến Đạt (Đường trên) rời đội (gia nhập CERBERUS Esports).
- Đỗ "Elly" Thành Đạt (Đường giữa) (chuyển đến từ Team Flash Liên Quân) gia nhập đội.
- Nguyễn "Shy" Chí Khanh (Đường trên) gia nhập đội.
- Bùi "Alex" Minh Quân (Huấn luyện viên) gia nhập đội.

Tại SEA Icon Series Mùa Thu 2021 - Khu vực Việt Nam, Team Flash một lần nữa kết thúc giai đoạn Vòng bảng tại vị trí thứ 4 (#4) để giành quyền vào vòng Play-off cùng SBTC Esports (#1), Saigon Phantom (#2) và Divine Esports (#3). Tại Vòng Play-off, đội tuyển đối đầu với SBTC Esports trong trận tứ kết. Trước một SBTC Esports rất mạnh vào thời điểm đó, Team Flash đã phải chịu thất bại 0-3 và phải xuống Tứ kết nhánh thua đối đầu với Saigon Phantom (thua Divine Esports 0-3). Tại Tứ kết nhánh thua, cả đội một lần nữa phải dừng bước trước Saigon Phantom khi để thua 1-3 nhưng Team Flash vẫn đủ điều kiện tham dự SEA Championship 2021 với tư cách Hạt giống thứ 4 - Khu vực Việt Nam và bắt đầu từ vòng Khởi động (Play-in).
Tại SEA Championship 2021 (Giải Vô địch Tốc Chiến Đông Nam Á 2021), Team Flash vượt qua vòng Khởi Động sau những chiến thắng áp đảo lần lượt trước Looking For Daddy (của khu vực Đài Bắc Trung Hoa với tỉ số 3-0), Banana (của khu vực Singapore với tỉ số 3-1) và QWQ (của khu vực Hồng Kông với tỉ số 3-0) tại nhánh C. Tuy vậy, tại vòng bảng, đội chỉ xếp đồng hạng 5 bảng A cùng SVP của Hồng Kông khi chỉ có được 2 trận hòa.

### 2022:
Sau mùa giải 2021 không quá thành công, Team Flash lại một lần nữa có sự thay đổi nhân sự:
- Mai Văn "Dyling" Thanh Phúc (Xạ thủ), Bùi "Letina" Trọng Tín (Đường giữa), Lâm "Sai" Văn Kiệt (Đường Baron) và Đặng "glorYD" Quang Vinh (Hỗ trợ) rời đội.
- Nguyễn "Empty" Minh Trí (Hỗ trợ) và Nguyễn "Zysu" Hữu Phát (Đi rừng) (chuyển đến từ RSG Esports) gia nhập đội.
- Phạm "Coyote" Quốc Bình (Đường giữa) (sau khi Divine Esports giải thể) gia nhập đội.

Những sự thay đổi này được kì vọng sẽ giúp cho Team Flash có một mùa giải thành công trong năm 2022
Mở màn mùa giải là Vòng tuyển chọn SEA Games 31 - Liên Minh Huyền Thoại: Tốc Chiến, Team Flash đối đầu với SBTC Esports ngay tại Tứ kết nhánh thắng. Dù rất cố gắng nhưng cả đội đành phải chịu thất bại sít sao 3-2 trước SBTC Esports và rơi xuống nhánh thua. Tưởng chừng Team Flash sẽ một lần nữa thất bại khi rơi xuống nhánh thua và bị loại như hai giải đấu của mùa giải 2021 (SEA Icons Series 2021 - Khu vực Việt Nam: Mùa Hè và Mùa Thu) nhưng bất ngờ đã xảy ra. Team Flash đã đánh bại toàn bộ các đối thủ tại nhánh thua mà không để thua bất kỳ trận nào, các đối thủ bị đánh bại gồm có: AS Esports, The Legendary Ganker, MDH Esports và CERBERUS Esports, Cả đội một lần nữa đối đầu với SBTC Esports trong trận Chung kết tổng và giành chiến thắng quyết định với tỉ số 4-2 để đại diện cho Đội tuyển Quốc gia Việt Nam thi đấu tại SEA Games 31 - Bộ môn thể thao điện tử.
Ngay sau đó đội tuyển tiếp tục chinh chiến WCS Việt Nam 2022 (Giải Tốc Chiến Đông Nam Á - Khu vực Việt Nam), với lối đánh ổn định, Team Flash giành ngôi đầu bảng tại vòng bảng WCS Việt Nam với 12 trận thắng, tiếp theo đó là chuỗi 10 ván thắng liên tiếp mà không để thua 1 ván nào tại vòng Play-off để lên ngôi vô địch WCS Việt Nam, qua đó giành vé trực tiếp tham dự vòng Play-off của WCS Finals 2022.
Tại WCS Finals 2022 (Vòng chung kết Giải Tốc Chiến Đông Nam Á), đội khởi đầu với chiến thắng hủy diệt 3-0 trước FENNEL Adversity của Philippines. Chiến thắng chật vật 3-2 trước đối thủ đầy duyên nợ của tổ chức Team Flash nói riêng và thể thao điện tử Việt Nam nói chung là Buriram United Esports của khu vực Thái Lan không chỉ giúp Team Flash vào Chung kết nhánh thắng, mà còn là tấm vé tham dự Giải vô địch toàn cầu Icons Tốc Chiến 2022 (ICONS Global Championship 2022) tại Singapore. 2 chiến thắng liên tiếp tại Chung kết nhánh thắng và Chung kết tổng với tỉ số lần lượt là 3-1 và 4-0 trước cùng một đối thủ là Flash Wolves đến từ khu vực Masters (Đài Bắc Trung Hoa, Hồng Kông và Ma Cao) đã giúp Team Flash lên ngôi vô địch WCS Finals. Quan trọng hơn nữa, nó đã khẳng định vị thế của Liên Minh Huyền Thoại: Tốc Chiến Việt Nam tại khu vực Đông Nam Á và giúp cho Team Flash giành tấm vé trực tiếp góp mặt tại vòng bảng Giải vô địch toàn cầu Icons Tốc Chiến 2022.

### 2024:
Hiện tại, Team Flash đã tạm ngưng tài trợ cho bộ môn Liên Minh Huyền Thoại Tốc Chiến.

### Thành tích thi đấu:
SEA Icons Series:
- Tiền mùa giải 2021: Hạng 4
- Mùa Hè - 2021: Hạng 4
- Mùa Thu - 2021: Hạng 4
- SEA Championship 2021: Hạng 11

SEA Games 31: (Đại diện cho Đội tuyển Quốc gia Việt Nam)
- Huy chương vàng: 2022

Wild Rift Champions SEA (WCS) (Giải Vô địch Tốc chiến Đông Nam Á):
WCS Việt Nam: (Giải quốc nội và Vòng loại khu vực)
- Vô địch: 2022

WCS Finals: (Vòng Chung kết và Vòng loại Giải ICONS)
- Vô địch: 2022

ICONS Global Championship (Giải Vô địch toàn cầu Icons Tốc Chiến)
- ICONS 2022: Hạng 3/4 (Bán kết)

## Valorant

### Thành tích thi đấu:
Valorant Challengers Việt Nam:
Giai đoạn 1 mùa giải 2024:  Vô địch

## PUBG Mobile
| Tên nhân vật | Tên thật          | Quốc tịch |
| ------------ | ----------------- | --------- |
| Topz         | Nguyễn Ngọc Thiện | Việt Nam  |
| Bowz         | Phạm Văn Trung    | Việt Nam  |
| Zhius        | Phạm Văn Hiếu     | Việt Nam  |
| YoungT       | Huỳnh Trọng Thiên | Việt Nam  |

## Mobile Legends: Bang Bang
Đội tuyển Mobile Legends: Bang Bang được thành lập vào ngày 10 tháng 8 năm 2018. Vào ngày 12 tháng 6 năm 2024, đội hợp tác với Ninja in Pyjamas và đổi tên thành NIP Flash.
Ngoài đội tuyển chính tại Singapore, đội có một đổi tuyển MLBB khác có trụ sở tại Campuchia.
| Tên nhân vật | Tên thật                    | Vai trò    | Quốc tịch   |
| ------------ | --------------------------- | ---------- | ----------- |
| Diablo       | Yeo Wee Lun                 | Đường KN   | Singapore   |
| Adammir      | Không rõ                    | Đường KN   | Singapore   |
| Hadess       | Jaymark Aaron Thomas Lazaro | Đi Rừng    | Philippines |
| KurtTzy      | Jankurt Russel Matira       | Đường Giữa | Philippines |
| Vanix        | Keith Lim Wei Jun           | Đường Vàng | Singapore   |
| JPL          | Akihiro Furusawa            | Hỗ Trợ     | Singapore   |